# Inverniza
Inverniza es un cultivar de higuera de tipo higo común Ficus carica, unífera es decir produce una sola cosecha por temporada, los higos de verano-otoño, de higos de epidermis con color de fondo verde intenso con sobre color verde ceniciento, lenticelas escasas de tamaño mediano y color blanco. Es oriunda de Vélez-Rubio, provincia de Almería, se está cultivando en el vivero de ANSE "Asociación de Naturalistas del Sureste", donde cultivan variedades frutícolas y hortícolas de la herencia para su conservación y recuperación de su cultivo.

## Sinonimia
- „Higo Invernizo“.[6][7][8]
- „Higo de San Antón“
- „Higuera Hivernesca“
- „Higuera Inverniza“
- „Ficus carica L. subsp. Tupestris (Hausskn. ex Boiss.) K. Brol\icz etnovar.“

## Historia
Nuestra higuera Ficus carica, procede de Oriente Medio y sus frutos formaron parte de la dieta de nuestros más lejanos antepasados. Se cree que fueron fenicios y griegos los que difundieron su cultivo por toda la cuenca del mar Mediterráneo. Es un árbol muy resistente a la sequía, muy poco exigente en suelos y en labores en general.
Los higos secos son muy apreciados desde antiguo por sus propiedades energéticas, además de ser muy agradables al paladar por su sabor dulce y por su alto contenido en fibra; son muy digestivos al ser ricos en cradina, sustancia que resulta ser un excelente tónico para personas que realizan esfuerzos físicos e intelectuales.
España se ha consolidado en los últimos años como el mayor productor de higos de la Unión Europea y el noveno a nivel mundial, según los datos de "FAOSTAT" (Estadísticas de la FAO) del 2012 que recoge un reciente estudio elaborado por investigadores del « “Centro de Investigación Finca La Orden- Valdesequera” ».
Esta variedad 'Inverniza' está descrita por Diego Rivera Núñez en su libro «Las variedades tradicionales de frutales de la cuenca del Río Segura: Catálogo etnobotánico: cítricos, frutos carnosos y vides» de 1988.
La higuera 'Inverniza' es oriunda de la localidad de Vélez-Rubio. Se está cultivando en la Región de Murcia en el vivero de ANSE "Asociación de Naturalistas del Sureste", donde cultivan variedades frutícolas y hortícolas de la herencia para su conservación y recuperación de su cultivo.

## Características
La higuera 'Inverniza' es una variedad unífera de tipo higo común aunque excepcionalmente algún año desarrolle unas brevas escasamente. Árbol de mediano desarrollo, follaje denso, hojas de 3 lóbulos en su mayoría, también tiene hojas de 5 lóbulos pero menos. Los higos 'Inverniza' son muy tardíos maduran en invierno en los meses de diciembre y enero es de producción mediana de higos.
Los higos 'Inverniza' son higos piriformes ligeramente ablongos, de tamaño mediano de 4-4,5 x 5-5,5 cm, de epidermis de textura áspera resistente, de color de fondo verde intenso con sobre color verde ceniciento, lenticelas escasas de tamaño mediano y color blanco; cuello de tipo medio; pedúnculo de longitud mediana cilíndrico de color verde claro como la piel del fruto, con escamas pedúnculares grandes  del mismo color del fruto con un ribete muy fino color marrón oscuro; ostiolo de tamaño mediano que se encuentra cerrado por lo que aguanta perfectamente la humedad de las lluvias y los rocios del invierno sin que se agrien, con escamas ostiolares pequeñas adheridas de color marrón oscuro; costillas marcadas; grietas longitudinales finas escasas cuando el higo está maduro. Mesocarpio de grosor fino alrededor del cuerpo del fruto y del ostiolo y más grueso en la zona del cuello de color blanco; cavidad interna ausente con aquenios pequeños muy numerosos; pulpa de color rojo vino tinto oscuro, dulce y jugosa; con un ºBrix (grado de azúcar) de 22, con firmeza media. De una calidad buena en su valoración organoléptica, son de un inicio de maduración durante el invierno en los meses de diciembre y enero, las higueras suelen estar sin hojas y con higos.

## Cultivo y usos
'Inverniza', es una variedad de higo con piel áspera que para consumirlos hay que quitarle su piel para apreciar su sabor, se pueden consumir en fresco.
Cultivada en Vélez-Rubio localidad situada en el parque natural Sierra de María Los Vélez también en el Noroeste de Murcia, en Lorca, en la Huerta de Murcia y en Alicante.